# Laurin Braun
Laurin Braun (* 18. Februar 1991 in Lampertheim) ist ein deutscher Eishockeyspieler, der seit Juli 2025 bei den Kassel Huskies aus der DEL2 unter Vertrag steht und dort auf der Position des rechten Flügelstürmers spielt. Zuvor war Braun unter anderem für die Eisbären Berlin, Krefeld Pinguine, den ERC Ingolstadt, Grizzlys Wolfsburg und Düsseldorfer EG in der Deutschen Eishockey Liga (DEL) aktiv. Mit den Eisbären gewann er zwischen 2011 und 2013 dreimal in Folge die Deutsche Meisterschaft. Sein älterer Bruder Constantin ist ebenfalls professioneller Eishockeyspieler.

## Karriere

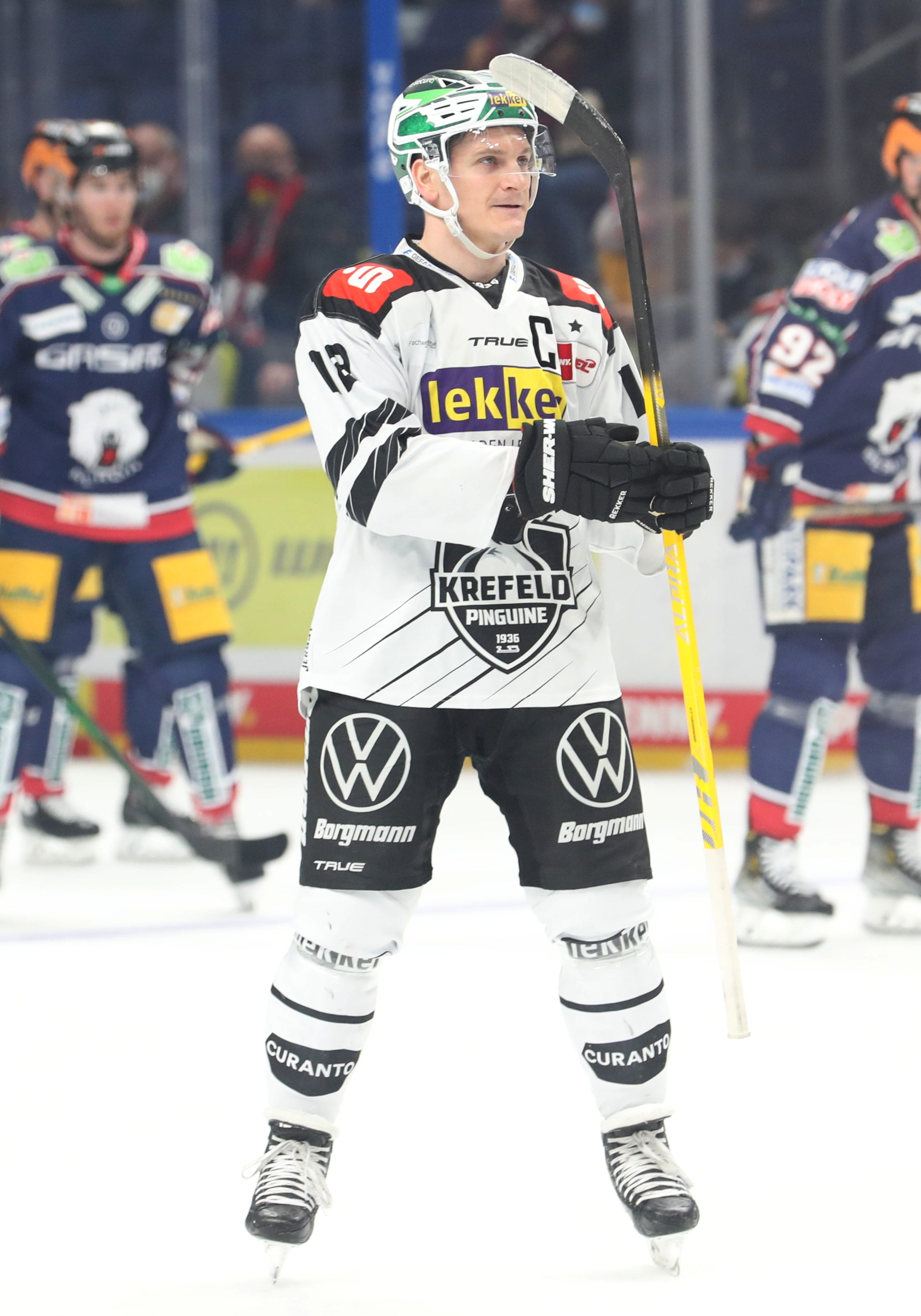
Braun im Trikot der Krefeld Pinguine (2022)

Braun begann seine Karriere als Eishockeyspieler bei den Eisbären Juniors Berlin, mit denen er in der Schüler-Bundesliga spielte. 2006 wechselte er zu den Jungadlern Mannheim, für die er ein Jahr in der Deutschen Nachwuchsliga (DNL) auf dem Eis stand. Im Sommer 2007 wechselte der Angreifer nach Berlin zurück. In seiner ersten Spielzeit kam er zunächst für die Eisbären Juniors Berlin in der Oberliga, so wie deren DNL-Mannschaft, zu jeweils mindestens 20 Einsätzen.
Ausgestattet mit einer Förderlizenz begann Braun auch die Saison 2008/09 bei den Eisbären Juniors in der Oberliga. Im Laufe der Spielzeit gab er sein Debüt in der Deutschen Eishockey Liga (DEL) für die Eisbären Berlin. In der Saison 2009/10 spielte er mit einer Förderlizenz bei den Dresdner Eislöwen in der 2. Bundesliga. Von 2010 bis 2017 war er bei den Eisbären aktiv, mit denen er 2011, 2012 und 2013 deutscher Meister wurde und 2010 die European Trophy gewann. Zur Saison 2017/18 wechselte er zum ERC Ingolstadt. Zwischen den Sommern 2019 und 2022 stand Braun bei den Krefeld Pinguinen unter Vertrag und stieg mit diesen 2022 in die DEL2 ab. Anschließend verließ er den Klub und wechselte innerhalb der DEL zu den Grizzlys Wolfsburg. Ende Dezember 2024 gab die Düsseldorfer EG die Verpflichtung Brauns bekannt. Er unterschrieb dort einen Vertrag bis zum Saisonende, an dem er mit dem Klub ebenfalls den Gang in die DEL2 antreten musste.
Im Sommer 2025 schloss sich Braun Düsseldorfs DEL2-Ligakonkurrenten Kassel Huskies an.

### International

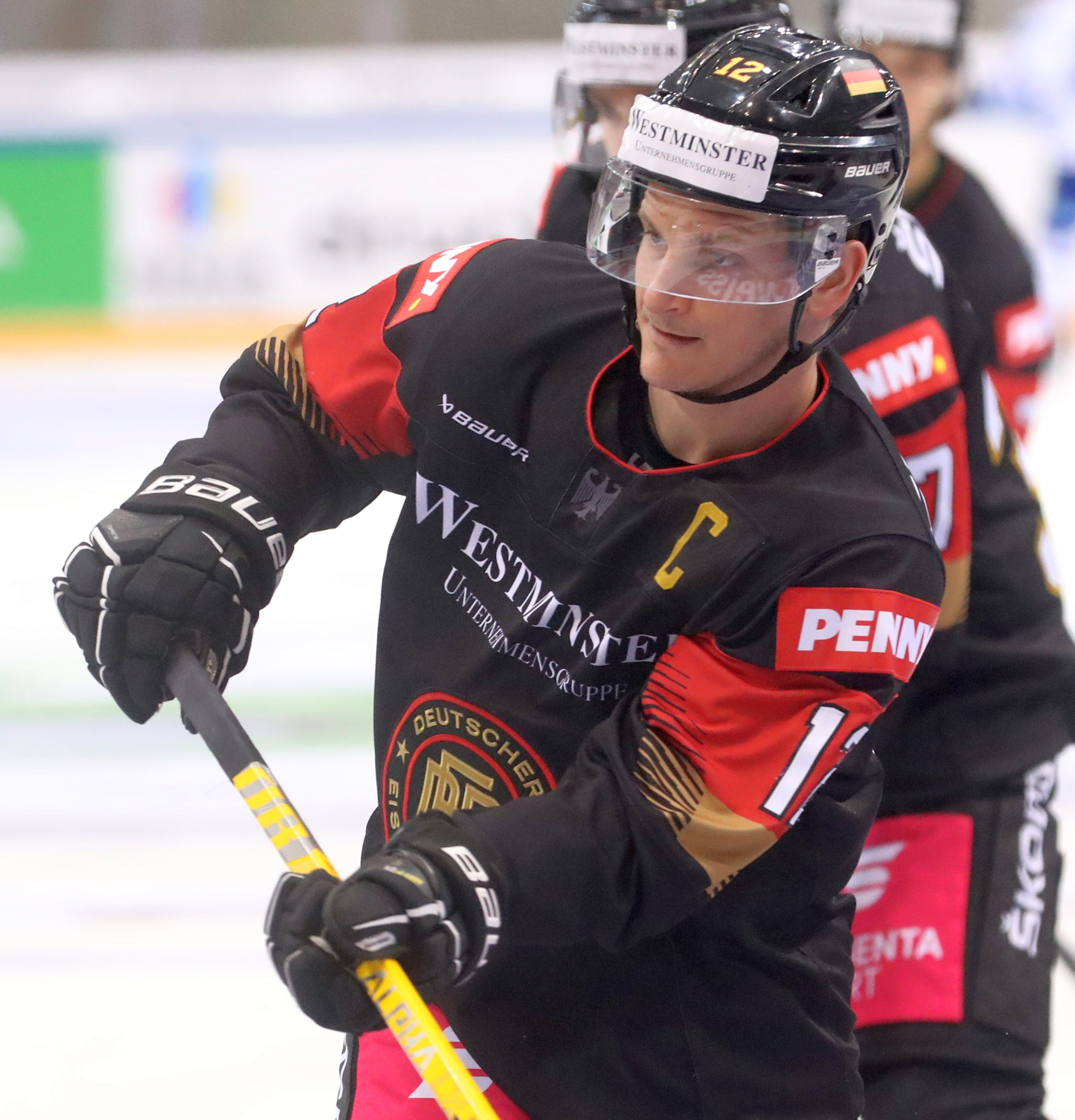
Braun als Spieler der deutschen Nationalmannschaft (2022)

Laurin Braun kam bei mehreren internationalen Turnieren für die deutsche U17- und U18-Auswahl zum Einsatz. Zunächst nahm er an der U18-Junioren-Weltmeisterschaft 2009 teil, wo ihm in sechs Spielen zwei Tore und zwei Assists gelangen. Später war er Stammspieler der deutschen U20-Auswahl und nahm mit dieser an der U20-Junioren-Weltmeisterschaft der Division I 2010 teil. Dabei schaffte das U20-Team ungeschlagen den direkten Wiederaufstieg in die Top-Division, in der er im Folgejahr spielte.
In der Spielzeit 2013/14 gab er sein Debüt in der A-Nationalmannschaft.

## Erfolge und Auszeichnungen
- 2010 European-Trophy-Gewinn mit den Eisbären Berlin
- 2011 Deutscher Meister mit den Eisbären Berlin
- 2012 Deutscher Meister mit den Eisbären Berlin
- 2013 Deutscher Meister mit den Eisbären Berlin

### International
- 2010 Aufstieg in die Top-Division bei der U20-Weltmeisterschaft der Division I, Gruppe A

## Karrierestatistik
Stand: Ende der Saison 2024/25

### International
Vertrat Deutschland bei:
- World U-17 Hockey Challenge 2008
- U18-Junioren-Weltmeisterschaft 2009
- U20-Junioren-Weltmeisterschaft der Division I 2010
- U20-Junioren-Weltmeisterschaft 2011

(Legende zur Spielerstatistik: Sp oder GP = absolvierte Spiele; T oder G = erzielte Tore; V oder A = erzielte Assists; Pkt oder Pts = erzielte Scorerpunkte; SM oder PIM = erhaltene Strafminuten; +/− = Plus/Minus-Bilanz; PP = erzielte Überzahltore; SH = erzielte Unterzahltore; GW = erzielte Siegtore; 1 Play-downs/Relegation; Kursiv: Statistik nicht vollständig)